# Milenko Skoknic
Milenko Roco Skoknic Karzulovic (Antofagasta, 18 agosto 1925 – Santiago del Cile, aprile 2020) è stato un cestista cileno.

## Carriera
Con il Cile ha disputato i Campionati del mondo del 1954, segnando 7 punti in 4 partite.